# Louis-Édouard Pie
Pour les articles homonymes, voir Pie.
 (août 2021).
Si vous disposez d'ouvrages ou d'articles de référence ou si vous connaissez des sites web de qualité traitant du thème abordé ici, merci de compléter l'article en donnant les références utiles à sa vérifiabilité et en les liant à la section « Notes et références ».
Louis-Édouard Pie (26 septembre 1815 - 18 mai 1880) est un cardinal de l'Église catholique, évêque de Poitiers, qui fut l'un des principaux chefs ultramontains pendant le XIXe siècle.

## Biographie

### Jeunesse

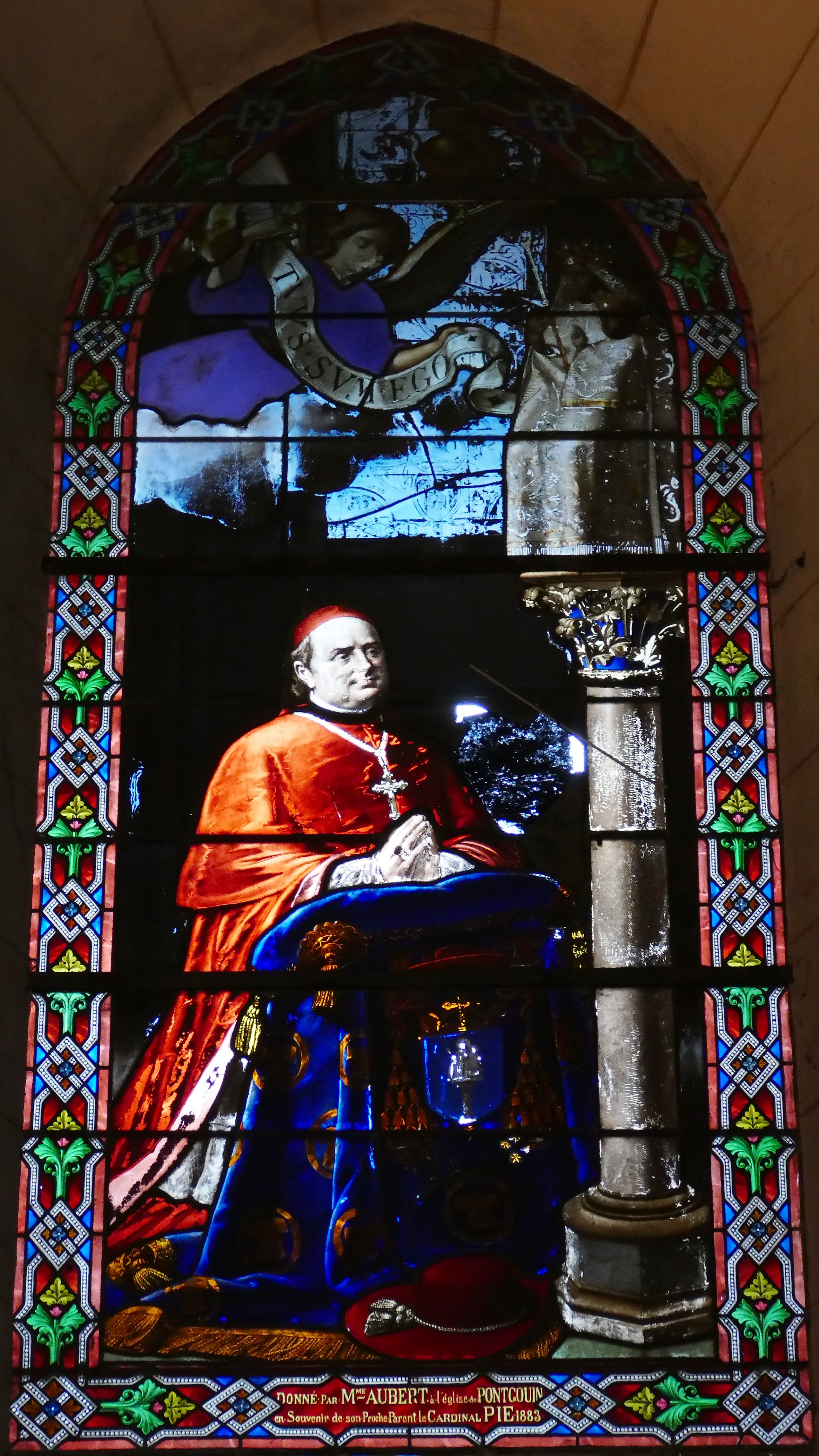
Vitrail Donné par Mme Aubert à l'église de Pontgouin en souvenir de son proche parent le cardinal Pie - 1883, église Saint-Lubin de Pontgouin, Eure-et-Loir.

Louis-Édouard-François-Désiré Pie est né à Pontgouin dans le diocèse de Chartres le 26 septembre 1815, soit juste après les guerres napoléoniennes et plus précisément entre la bataille de Waterloo (18 juin 1815) et le Traité de Paris (20 novembre 1815). 
Son père, Louis-Joseph Pie, est cordonnier. Sa mère, née Anne Élisabeth Aimée Gaubert (1796-1877), est fille de cordonnier. Issus d'un milieu modeste, ils se marient le 21 août 1813. Le couple s’installe à Pontgouin, petit village du diocèse de Chartres, situé dans la vallée de l’Eure. Très pieuse, la jeune épouse, âgée de 17 ans, a beaucoup souffert des persécutions anti-catholiques de la Révolution avant et après sa naissance. Ayant été privée d’instruction religieuse étant enfant, elle décide qu’elle la mettrait au centre de la vie de sa famille et de l’éducation de ses propres enfants. Il n’y a pas de doute qu'Anne Élisabeth a eu une grande influence sur le destin de son fils Édouard. Elle vivra avec lui à l'évêché de Poitiers et est inhumée chez les religieuses de La Puye.
C’est de ce prélat qu’Édouard Pie reçoit, le 21 décembre 1833 (fête de saint Thomas), la tonsure. En 1835, il entre au grand séminaire de Saint-Sulpice où il demeure quatre ans. Il poursuit ensuite ses études de théologie à Paris. Sa position ultramontaine, affirmée au séminaire contre certains de ses professeurs très gallicans, le jeune abbé la tient de son ami l’abbé Lecomte, curé de la cathédrale Notre-Dame de Chartres. L’abbé Lecomte, qui a à plusieurs reprises refusé la crosse d’évêque, est ultramontain, infaillibiliste et grand admirateur de la pensée de Joseph de Maistre. Il est le protecteur et père spirituel d’Édouard Pie. La mort de Lecomte, survenue le 31 décembre 1850, est un événement très douloureux pour Édouard Pie, alors jeune évêque de Poitiers. Il écrit le jour même au frère de son ami défunt, Gabriel Lecomte : « Je n’ai point de paroles, cher monsieur et digne ami, pour vous exprimer l’excès de ma douleur […] J’aimais comme un père, comme un frère, comme un ami unique, celui que la mort vient de frapper. Je ne puis arrêter le cours de mes larmes, et elles ne sortent point encore néanmoins assez d’abondance pour décharger mon cœur. »
Un autre personnage joue un rôle de premier ordre dans la vie de l’abbé Pie, c’est son évêque, qui le connait comme séminariste et puis comme jeune prêtre et vicaire de Chartres. Clausel de Montals est l’aumônier de Marie Thérèse de France, avant d’être nommé évêque de Chartres. 
Édouard Pie reçoit les quatre ordres mineurs en 1837 et est ordonné diacre, le 9 juin 1838.

### Prêtre et évêque
L'année suivante, le 25 mai 1839, il fut ordonné prêtre.
Il y avait donc bientôt neuf ans que le roi libéral (Louis-Philippe) est au pouvoir quand l’anti-libéral abbé Pie entame son ministère pastoral à Chartres. Il y retrouve son ami l’abbé Lecomte. De cette première année de sacerdoce, on retient trois sermons qu’il prononce sur l’éducation des enfants dans la famille, à l’école et dans l’Église. Ces enseignements sont de circonstance, comme nous l’avons vu. Il y critique le scepticisme de l’université et critiquait le livre de Victor Cousin : Du vrai, du beau et du bien. L’année suivante, il se vit confier par l’évêque les sermons de Carême. Il essaie de montrer l’importance et la nécessité de l’étude de la religion chrétienne. Le premier discours vise à en montrer la supériorité sur les politiques anti-chrétiennes entre autres choses. Le deuxième établit la supériorité de la religion chrétienne parce que révélée ; c'est l’occasion d’exalter la supériorité de la grâce sur la nature. Non pas parce que la grâce annihilerait la raison, mais en ce qu’elle l’attire vers des hauteurs dépassant ses seules forces naturelles. Puis il aborda dans le sermon suivant la question de l’ordre social : il revendiqua la liberté de l’Église contre « les princes conjurés et les nations frémissantes. » Il fustige la France passée au libéralisme et donc à l’indifférentisme. Aux libéraux, il dit que « l’Église ne saurait être en sous-ordre. Toute captive qu’elle soit, elle veut qu’on la traite en reine, non par grâce, mais de droit. »
En 1843, le 4 janvier exactement, Montals nommait l’abbé Pie vicaire général. C’est ainsi qu’il prêcha la neuvaine de l’Assomption de l’année 1846. Pour répondre à cette invitation, il prit pour thème de ses prédications : le devoir du retour à Dieu. Ces sermons s’en prenaient violemment à la Révolution de 1789 qui, en établissant la souveraineté du peuple, a mis l’homme à la place de Dieu. Le 12 juillet de cette même année, l’abbé Pie écrivait à M. de l’Estoile : « Le parti néo-catholique libéral est un enfant de la Révolution ; et la Révolution est satanique dans son essence… ». 
Vicaire à la cathédrale Notre-Dame de Chartres, il sera vicaire général du diocèse en 1845.

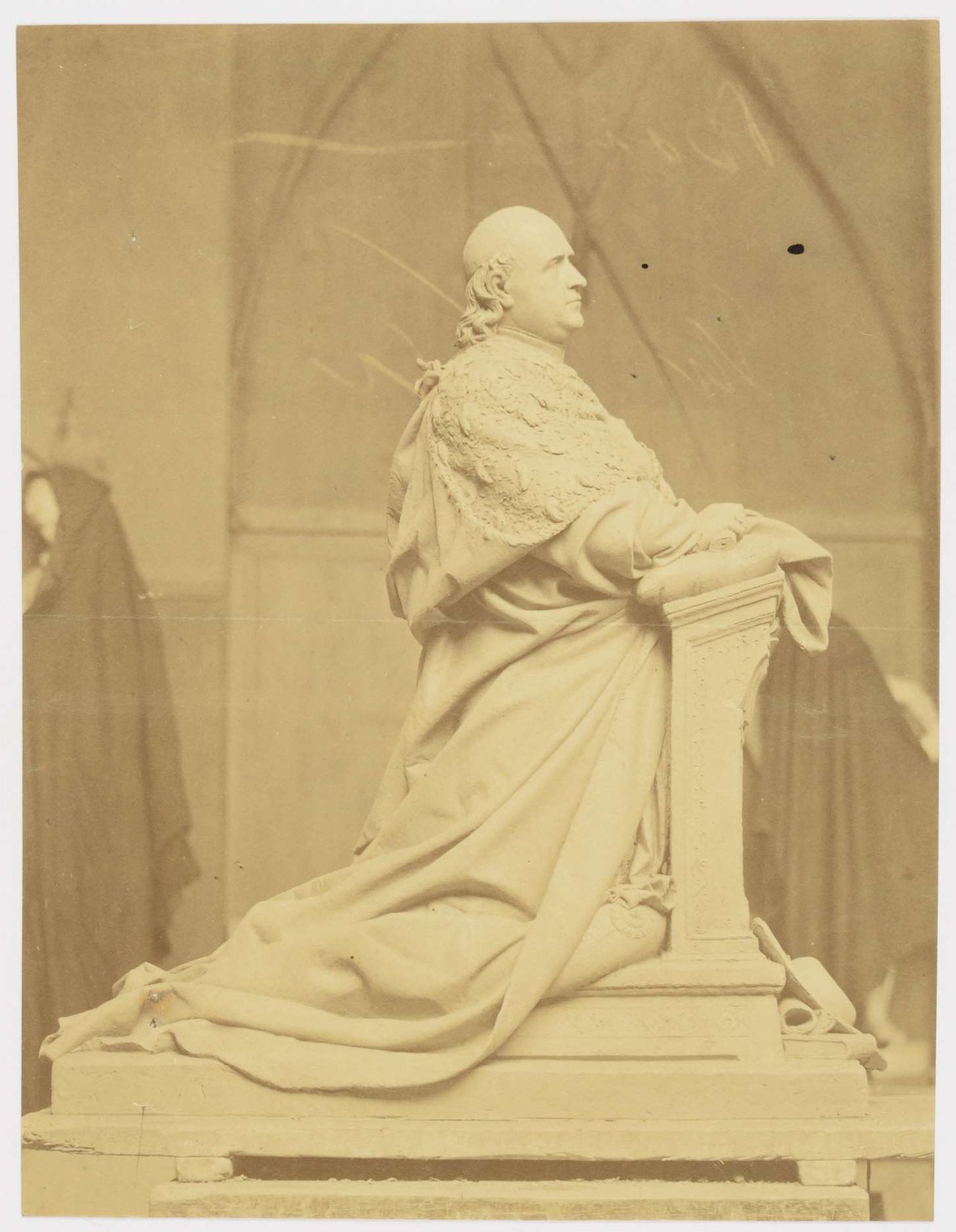
Projet de monument à la mémoire du cardinal Pie, cathédrale de Poitiers (1892).

Il est préconisé évêque de Poitiers par Pie IX le 28 septembre 1849, il fut consacré le 25 novembre par Claude-Hippolyte Clausel de Montals dans la basilique de Notre Dame de Chartres. Après la mort de Guitton, le siège de saint Hilaire était resté vacant. La nouvelle nomination fut signée le 22 mai 1849, malgré les tentatives de l’abbé Pie pour l’éviter. Il écrivit à la suite de sa nomination : « je n’ai à cet égard aucune idée faite ; mais j’ai des pressentiments et des lueurs, et je crois que Dieu demandera beaucoup de nous pour le maintien de son Église et le renouvellement de la société ! Tout est à refaire pour créer un peuple chrétien : cela ne se fera pas par un miracle ni par une série de miracles surtout ; cela se fera par le ministère sacerdotal, ou bien cela ne se fera pas du tout, et alors la société périra. »
Le 25 novembre, jour où l’Église célèbre sainte Catherine, patronne des philosophes et des docteurs, Pie donna sa première lettre pastorale à Poitiers ; elle traitait du grand sujet de ses prédications : le retour à Jésus-Christ, la nécessité de réconcilier la terre avec le ciel et surtout il y faisait sienne cette parole de saint Paul qui résume son combat spirituel à Poitiers, instaurare omnia in Christo.
En 1850, alors que la France se débattait dans ses crises politiques, l’évêque réclama la liberté d’enseigner pour l’Église et le 15 juillet se rendit au concile de Bordeaux. Il y intervint au nom de la foi contre les prétentions de la philosophie moderne à devenir la nouvelle religion.
À la question qui lui fut posée les 20 et 21 décembre, la nation répondit « oui » à Louis-Napoléon par sept millions de voix. L’enthousiasme allait jusqu’à lui attribuer le nom de « sauveur » : plus la situation politique était précaire et changeante, plus la foule lui accordait de mérites. L’évêque de Poitiers, quant à lui, rappelait alors à tous qu’il n’y a pas de salut même temporel en dehors de Jésus-Christ. Le 19 mars suivant, grâce à Pie, saint Hilaire fut déclaré docteur de l’Église. Par ce geste, Édouard Pie voulait faire sien son combat contre l’arianisme qui prenait alors les apparences du rationalisme et du nationalisme. Il fut le promoteur de la construction de la nouvelle église Saint-Hilaire de Niort, dans son diocèse, terminée en 1866.
À partir de l’année 1853, le parti libéral ne désarma plus contre l’évêque de Poitiers.  
Certains évêques étaient un peu inquiets de son zèle et avaient peur qu’il leur portât ombrage. Pie ne se laissa pas gagner par le doute ni par la crainte de l’isolement et entreprit d’écrire une instruction synodale contre le naturalisme. Ce courant philosophique s’exprimait dans deux grandes revues : Le Journal des débats et la Revue des deux Mondes, mais également au sein de l’université parisienne. Il écrivit ensuite les grandes instructions synodales sur les principales erreurs du temps présent. Ces instructions furent écrites à la suite d'un questionnaire que le cardinal Fornari lui avait adressé de la part du Pape deux ans auparavant. Ce questionnaire comprenait vingt-huit chapitres relatifs aux erreurs philosophiques, théologiques et donc éthiques qui circulaient alors. Ses réponses au questionnaire devait servir de base de travail pour l’écriture d’une nouvelle encyclique qui paraîtrait douze plus tard sous le titre de Quanta Cura et comprendrait une annexe qui deviendrait célèbre : Syllabus. 
Le 26 décembre 1856, Pie se rendit à Rome. Pie IX le remercia pour sa synodale. En mars de l’année suivante, toujours en Italie, il rencontra le « comte de Chambord », prétendant au trône de France, sur la pensée duquel il eut une influence déterminante. Il était de retour à Poitiers le 19 avril 1856. Il travailla ardemment au rétablissement de la liturgie romaine dans son diocèse. Puis, il participa au concile de Périgueux qui traita de la philosophie naturaliste de la Libre Pensée qui évoluait du spiritualisme rationaliste de Victor Cousin au positivisme matérialiste et athée d'Émile Littré, en passant par le scepticisme d'Ernest Renan. Il fallait combattre ces principes philosophiques avant d’envisager de combattre les conséquences morales et sociales. Le procureur général de la cour d’appel de Poitiers ne manquait pas de louer la modération de deux évêques qui « siégeant aux conseils universitaires, donnaient hautement leurs concours à la conciliation du Libéralisme et de l’Église » : il s’agissait de François Delamarre, évêque de Luçon et de Jean-François Landriot. À cette tentative de manipulation par l’isolement psychologique, l’évêque de Poitiers répondit sans se départir de son calme : « le diable se remue violemment dans le sens du christianisme modéré ». Il faut bien admettre que c’est là l’une des meilleures formes de subversion d’un système suffisamment fort pour résister à une attaque trop frontale.
Le 3 janvier 1859, Garibaldi, au service de Victor-Emmanuel, entrait en lutte contre l’Autriche et ses alliés italiens dont les États pontificaux. Pie ne cachait pas son inquiétude, travaillé par des pressentiments ; 1859 était la soixante-dixième année de la grande épreuve qui s’était ouverte par la Déclaration des Droits de l’Homme. Il demanda alors un nouvel entretien avec l’empereur, pénétré qu’il était, selon ses propres mots, du péril de l’Église et de la société. L’audience fut accordée pour le 15 mars. Elle dura une heure pendant laquelle l’évêque annonça prophétiquement à Napoléon III la fin de son règne. C’est également en 1859 que la police chercha à interdire la publication de l’un des discours de Pie : il s’agissait d’un éloge de saint Émilien (XIIIe siècle) prononcé devant les Nantais à l’invitation de l’évêque du lieu, Antoine Jacquemet. Le sujet du discours tournait autour du règne social de Jésus-Christ.  
Napoléon III resta muet lorsque les États pontificaux furent envahis par l’armée piémontaise. Pie, ainsi que Félix Dupanloup et Charles de Montalembert réagirent. Pie comparait Pie IX au Christ en disant de lui : Ecce homo ! et il comparait le gouvernement français à Ponce Pilate. Dans une lettre à De Belley, le successeur de Saint-Hilaire déclarait à nouveau que les princes du monde préparaient l’avènement de l’Antéchrist. Il annonçait également la dissolution universelle de la société qui suivrait immanquablement les avancées du libéralisme. La réaction ne se fit pas attendre, et le 28 février, Le Moniteur annonçait que le Mandement de l’évêque de Poitiers était déféré au Conseil d’État. Le 26 mars, l’évêque fut averti qu’il serait jugé le lendemain, un mercredi saint, et que la sentence serait publiée au Moniteur le vendredi. Il fut condamné. 
En 1863, il consacra ses sermons de Carême à l’étude de l’antichristianisme sous son aspect philosophique, politique, moral et social. Il appelait antéchrists ceux qui refusent, à quelque degré que ce soit, le règne de Jésus-Christ. La même année après Pâques, en mai, il déclara ceci à Bordeaux : « Le but de la Révolution c’est l’anéantissement du christianisme public, le renversement de l’orthodoxie sociale. Détruire les derniers restes de l’antique édifice de l’Europe chrétienne, et, afin que la démolition soit définitive, abattre la clef de voûte autour de laquelle les derniers débris encore subsistants pourraient tôt ou tard se rapprocher et se rejoindre, voilà l’œuvre à laquelle les mille voix de l’impiété convient ouvertement notre génération ; voilà le travail de désorganisation auquel nous assistons…»
C’était également l’année où Renan fit paraître La Vie de Jésus. Pie démonta sans peine cette mécanique. Les journalistes libres penseurs, contrariés par l’argumentation efficace d’Édouard Pie se retournèrent avec véhémence contre lui. On imprima le livre du penseur positiviste à plus de cinquante mille exemplaires. Au même moment, Montalembert faisait l’éloge du Libéralisme en une formule efficace : « dans l’ordre ancien les catholiques n’ont rien à regretter ; dans l’ordre nouveau rien à redouter. » Le renom de l’illustre écrivain, qui par ailleurs avait défendu l’Église contre ses détracteurs, ne faisait qu’aggraver le mal. L’évêque de Poitiers, à la demande de Pie IX, répondit par sa troisième synodale sur les erreurs du temps présent.
On lui reprocha, par cette instruction, de travailler contre la concorde. Mais comment pouvait-on espérer la paix en dehors de la vérité ? Dans son mandement pour le Carême de 1864, il répondrait que la paix ne peut venir d’un compromis avec l’erreur, mais de l’humble soumission à la vérité.  
Le 29 novembre 1863, il couronne la statue de Notre-Dame des Clefs dans l'église de Notre Dame la Grande.  
En septembre 1873, Louis-Édouard Pie couronne, au nom de Pie IX, l'antique statue de Notre-Dame de Pitié dans la paroisse de la chapelle Saint-Laurent. 
En 1876, il refusa l'archevêché de Lyon.[réf. souhaitée]

### Cardinal

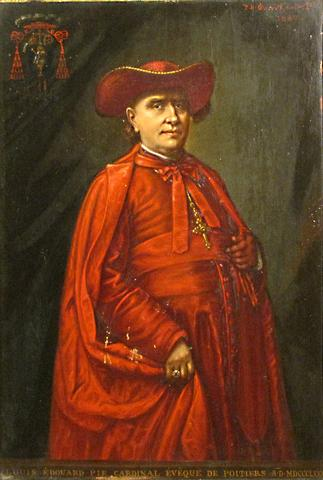
Portrait du cardinal Pie.

Le 29 janvier 1879, le cardinal Nina, secrétaire d'État, lui notifia officiellement son élévation à la dignité cardinalice. Il est créé cardinal par Léon XIII lors du consistoire du 12 mai 1879 avec le titre de cardinal-prêtre de Sainte-Marie-des-Victoires. Il choisit comme garçons d'honneur pour l'accompagner à Rome lors de la remise de son chapeau de cardinal Charles Veillard, Charles Clémot, Gonzague de la Rochebrochard et Henri Savatier.
Rome voulait le remercier pour son grand travail en France et au concile Vatican I. C'est à lui, entre autres, que l'on doit la proclamation de l'Infaillibilité pontificale. Giuseppe Sarto, le futur Pie X, s'inspirera de son œuvre.
Ses « Œuvres » (lettres pastorales, sermons, homélies, allocutions, etc.) remplissent douze volumes in-8° (Oudin, Poitiers).
Il meurt un an plus tard dans sa soixante-cinquième année, le 18 mai 1880, à Angoulême où il était venu prêcher. Il a été inhumé dans la crypte de l'église Notre-Dame-la-Grande de Poitiers.
Le cardinal Pie a prononcé une phrase demeurée célèbre : « la France sera chrétienne ou elle ne sera pas » (analogue à une citation prêtée à André Malraux, dont l'authenticité est douteuse). Profondément légitimiste, il est également l'auteur de la formule: « la France attend un chef, elle attend un maître ».

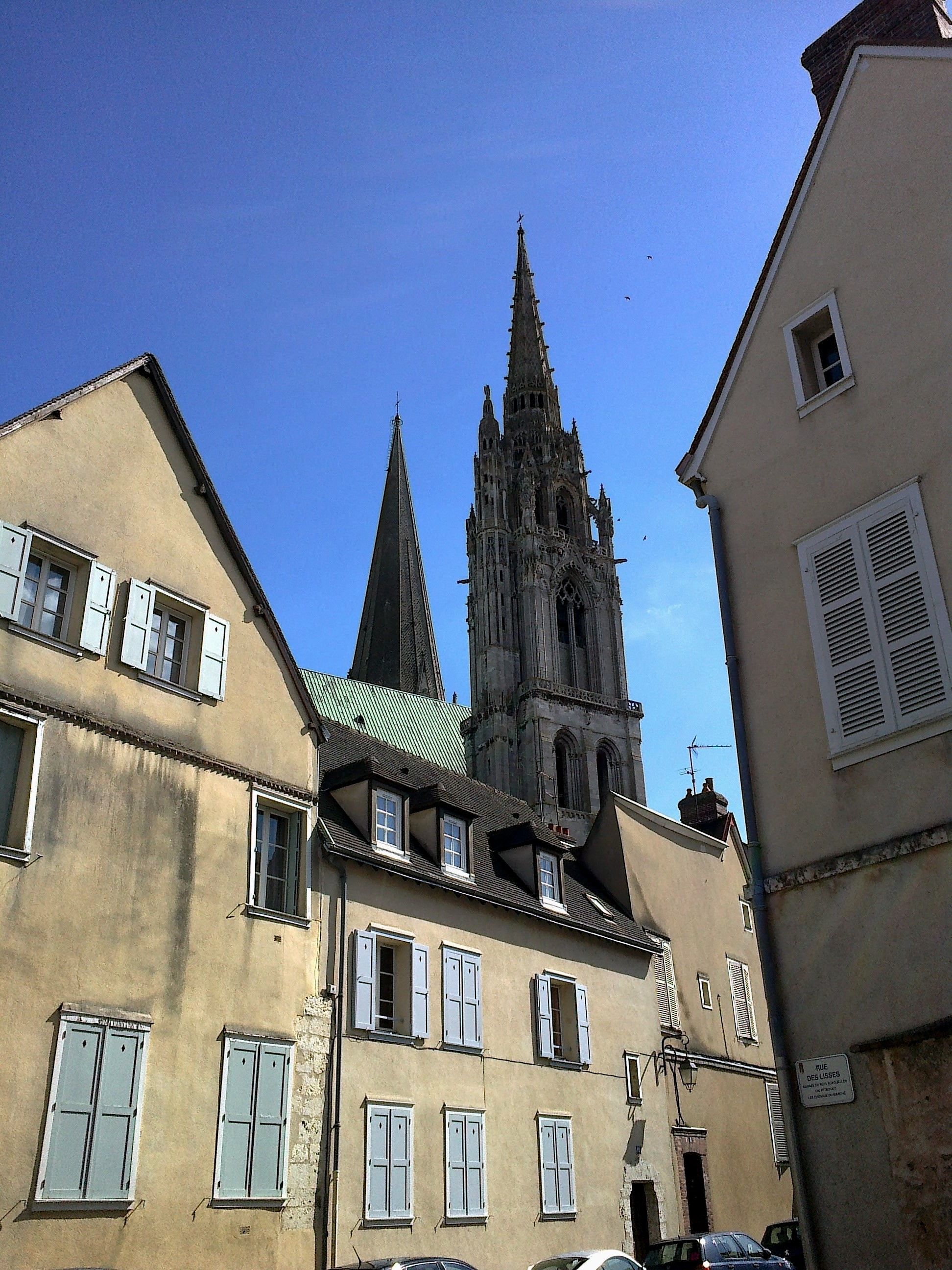
Rue du Cardinal-Pie de Chartres.

## Hommages
- La ville de Chartres rend hommage au cardinal en donnant son nom à l'une de ses rues proche de la cathédrale Notre-Dame.
- Une statue est érigée à Montmorillon en 1882[5].
- À Poitiers, une place est baptisée place de la Cathédrale et du Cardinal-Pie, cependant l'Institut d'histoire sociale de la CGT milite pour retirer son nom[6].